# Салтовская линия
Са́лтовская линия — вторая линия Харьковского метрополитена. Связывает Салтовский жилмассив с центром города Харькова (Площадь Конституции и Площадь Свободы). На схемах обозначается синим цветом и числом .

## История строительства
| Дата открытия        | Пусковые объекты                                                          | Количество станций | Длина  |
| -------------------- | ------------------------------------------------------------------------- | ------------------ | ------ |
| 11 августа 1984 года | Электродепо ТЧ-2 «Салтовское»                                             | —                  | —      |
| 11 августа 1984 года | Участок «Исторический музей» — «Барабашова» (ныне «Академика Барабашова») | 5                  | 6,6 км |
| 24 октября 1986 года | Участок «Барабашова» (ныне «Академика Барабашова») — «Салтовская»         | 3                  | 3,6 км |

## Станции
|       | Название станции Прежние названия                            | Иноязычное название       | Дата открытия   | Пере- садки | Глубина, м | Тип конструкции                            | Координаты | Вид станции |
| ----- | ------------------------------------------------------------ | ------------------------- | --------------- | ----------- | ---------- | ------------------------------------------ | ---------- | ----------- |
| 02 01 | Салтовская Героев Труда (с 26.10.1986 до 26.07.2024)         | укр. Салтівська           | 26 октября 1986 |             | ?          | колонная мелкого заложения трёхпролётная   |            |             |
| 02 02 | Студенческая                                                 | укр. Студентська          | 26 октября 1986 |             | ?          | колонная мелкого заложения трёхпролётная   |            |             |
| 02 03 | Академика Павлова                                            | укр. Академіка Павлова    | 26 октября 1986 |             | ?          | односводчатая мелкого заложения            |            |             |
| 02 04 | Академика Барабашова Барабашова (с 11.08.1984 до 19.11.2003) | укр. Академіка Барабашова | 11 августа 1984 |             | −4         | колонная мелкого заложения трёхпролётная   |            |             |
| 02 05 | Киевская                                                     | укр. Київська             | 11 августа 1984 |             | ?          | односводчатая мелкого заложения            |            |             |
| 02 06 | Ярослава Мудрого Пушкинская (с 11.08.1984 до 26.04.2024)     | укр. Ярослава Мудрого     | 11 августа 1984 |             | −35        | пилонная глубокого заложения трехсводчатая |            |             |
| 02 07 | Университет Дзержинская (с 11.08.1984 до 27.08.1991)         | укр. Університет          | 11 августа 1984 | 03          | ?          | колонная мелкого заложения трехпролётная   |            |             |
| 02 08 | Исторический музей                                           | укр. Історичний музей     | 11 августа 1984 | 01          | −30        | колонная мелкого заложения трехпролётная   |            |             |

## Депо и подвижной состав

### Депо, обслуживающие линию
| Электродепо       | Период      |
| ----------------- | ----------- |
| ТЧ-2 «Салтовское» | с 1984 года |

### Тип подвижного состава
| Тип          | Период |
| ------------ | ------ |
| 81-717/714   | с 1984 |
| 81-7036/7037 | с 2015 |

## Перспективы
Приоритетным является продление линии на юг.
| Перечень участков и объектов                        | Количество станций | Год введения в эксплуатацию | Длина  |
| --------------------------------------------------- | ------------------ | --------------------------- | ------ |
| Участок «Исторический музей» — «Площадь Бугримовой» | 1                  | 2030 год                    | 1,8 км |
| Участок «Площадь Бугримовой» — «Новобаварская»      | 1                  | после 2030 года             | ?      |
| Участок «Новобаварская» — «Новожаново»              | 1                  | после 2030 года             | ?      |
| Участок «Салтовская» — «Дружбы Народов»             | 1                  | 2030 год                    | 2,4 км |